# Новоєрусалимська
Новоєрусали́мська (рос. Новоиерусалимская) — залізнична станція Ризького напрямку Московської залізниці у місті Істра Московської області. Входить до складу Московсько-Смоленського центру організації роботи залізничних станцій ДЦС-3 Московської дирекції управління рухом. За основним характером роботи є вантажною, за обсягом роботи віднесена до 2 класу.
Розташована на південно-західній околиці міста Істри. Отримала назву по Новоєрусалимському монастирю, що знаходиться у місті за 1,7 км на північний схід.
Має одну високу острівну платформу і одну низьку для можливого прийому потягів далекого прямування, на якій до травня 1960 року зупинялися всі потяги далекого прямування сполученням Рига — Москва. Має залізничний вокзал з залом чекання, касою далекого прямування. На привокзальній площі знаходиться автостанція Новий Єрусалим, від якої курсують автобуси по західній половині Істрінського району, продуктові магазини, торгові ряди і салон зв'язку.
Є великий вантажний двір. Є кінцевою станцією для частини електропотягів.
Зі станції відправляються тільки електропотяги і вантажні потяги. Пасажирське сполучення на Ризькому напрямку до станції Шаховська і Москва-Ризька, а також на Курському напрямку до Серпухова.